# Estandarte de Hidalgo
Se le conoce popularmente Estandarte de Hidalgo a una pieza del Museo Nacional de Historia de México (MNH) que se constituye por una pieza de tela pintada al óleo con la imagen de Nuestra Señora de Guadalupe, a cuyos lados se encuentran dos escudos, letreros y en la parte inferior flores pintadas con la misma técnica, y se caracteriza por dos adicionales triángulos en su parte baja. Este es solo un blasón de los muchos que les fueron capturados a las fuerzas insurgentes al inicio de la Guerra de Independencia.
El oficialmente conocido como Estandarte de Hidalgo se identifica popularmente como la Pintura de Hidalgo y está formado por un cuadro al óleo de Nuestra Señora de Guadalupe sin demás adornos, enmarcado y montado sobre un pedestal de madera resguardado en el mismo Museo Nacional de Historia, este cuadro está firmado por el pintor novohispano, Andrés López, quien lo realizó en 1805 como parte de un experimento propuesto por el bachiller Bartolache a mediados del siglo XVIII, y cuyo fin era constatar si mano humana habría podido pintar un ayate como ocurrió con el original, despejando cualquier duda sobre su origen divino, situación que se confirmó por las autoridades de la época sin ninguna palabra en contra, por lo que esta pintura se considera una de las pocas reproducciones Tocadas de la Tilma del Tepeyac.

## Descripción

### Estandarte de Hidalgo
Como se dijo antes, el verdadero Estandarte o Pintura de Hidalgo es un lienzo de lino de 183 cm de alto por 113 cm de ancho preparado para recibir pintura al óleo, técnica que fue usada por el pintor novohispano Andrés López en 1805 para realizar una copia Tocada de la Tilma del Tepeyac, por lo que es muy similar a la original, aunque actualmente solo la Pintura tiene la corona que se quitó de la original: la tela de lino está montada sobre una tela de algodón que le sirve de sostén, el conjunto se encuentra enmarcado entre dos vidrios que permiten verlo por ambos lados y en el reverso de la tela hay una inscripción compuesta de abreviaturas y palabras que dicen:
"Esta imagen fue el Estandarte con que proclamó la Independencia en el año de 1810 el señor Cura Hidalgo. Se colocó en esta Parroquia el 12 de diciembre de 1853 con la mayor solemnidad, con la asistencia del señor Arzobispo Doctor Don Lázaro de la garza, el presidente de la República Don Antonio López de Santa Anna, los Señores Ministros, el Cabildo de esta Colegiata y con religiosos y corporaciones. La repuso (por estar muy maltratada) el Señor Bachiller Marcelo Orihuela Mayordomo de las limosnas que se colectan para el culto de María santísima de Guadalupe el 20 de enero de 1858" 
El conjunto está montado en un marco tallado en madera de pino, la talla del marco esta coronada por un escudo nacional con armas, este conjunto se alza sobre un pedestal tallado en el mismo tipo de madera, que representa tres cañones y tres mosquetones intercalados y parados sobre sus bases de modo que las bocas de ellos sirven de base al marco, bajo ellos hay una base triangular en cuyos ángulos hay tres bolas de madera como si fueran municiones de cañón que se conectan por cadenas.

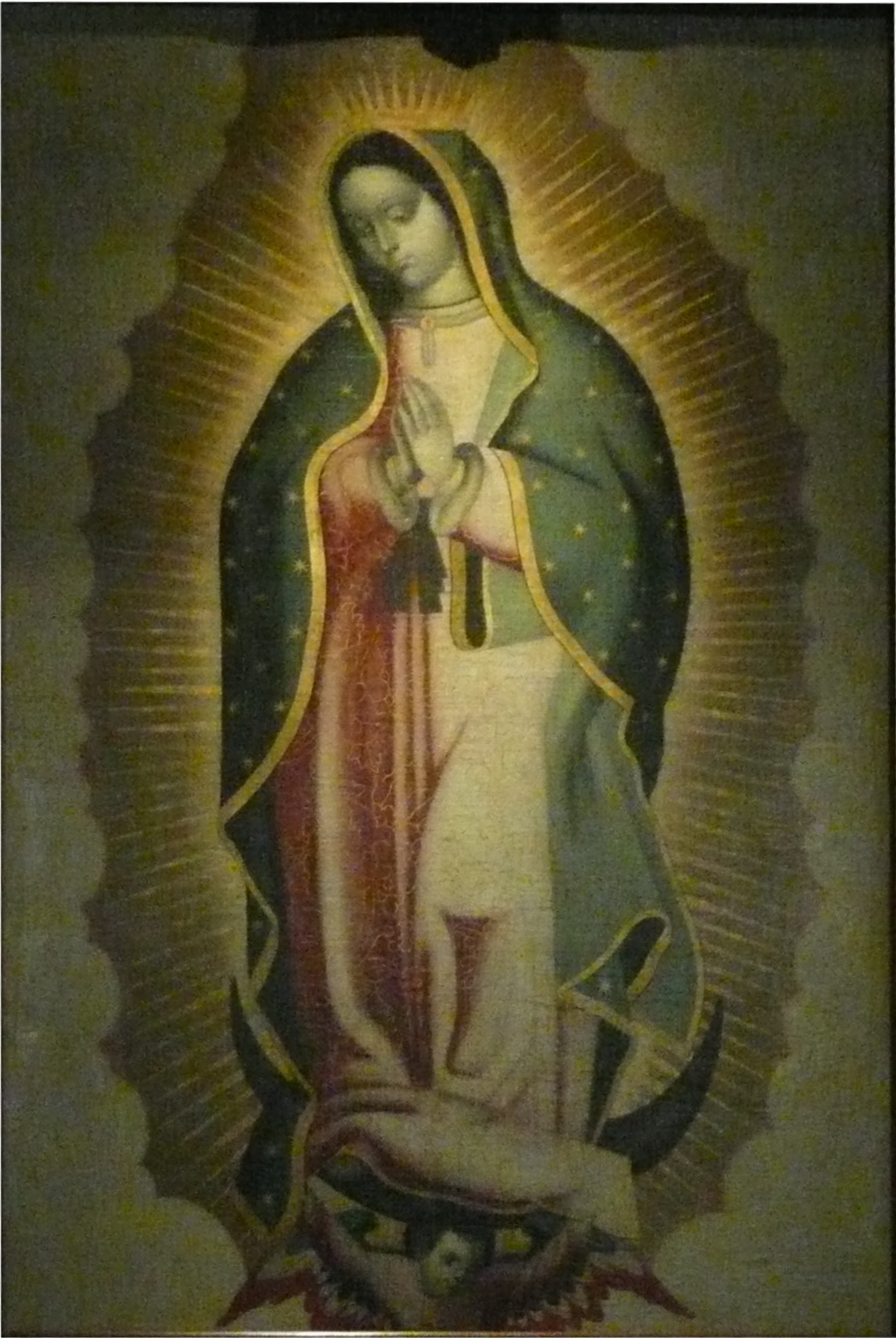
Estandarte de Hidalgo.
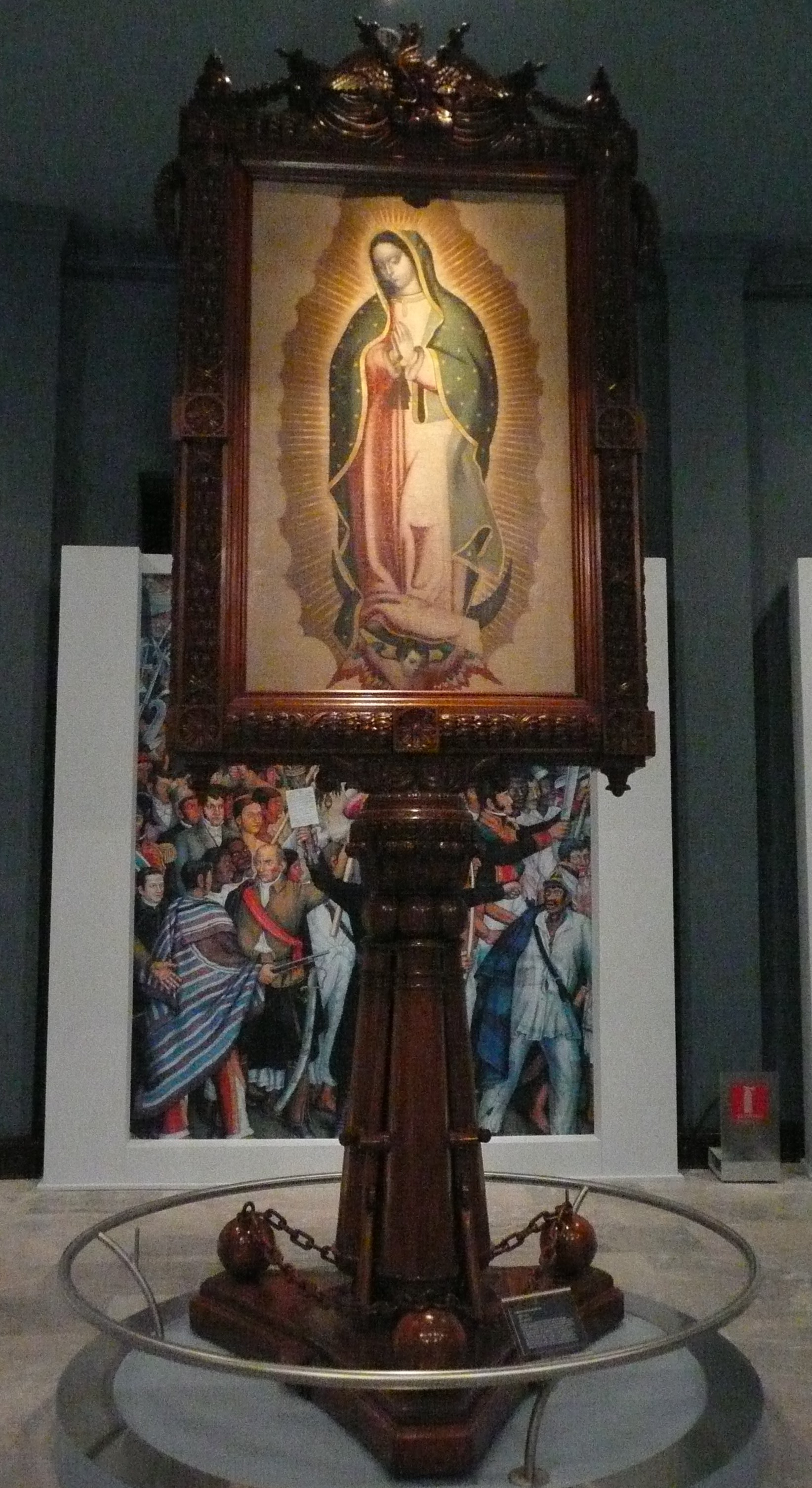
Estandarte de Hidalgo visto de frente en su marco y base, exhibido en la Sala de Banderas del Museo Nacional de Historia de México.
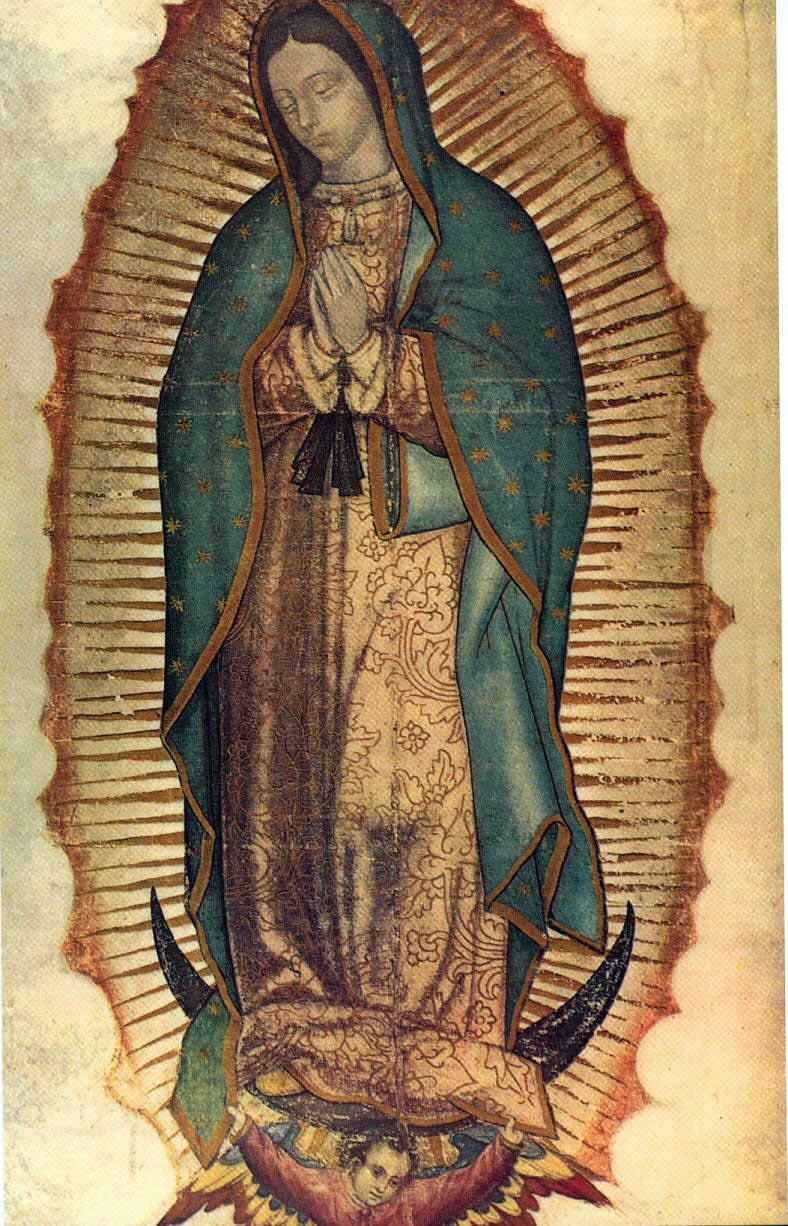
Imagen original de la Virgen de Guadalupe: nótese que ya no lleva la corona que se le pintó en el siglo XVII.

### Blasón de Hidalgo
El llamado "Blasón de Hidalgo" es un estandarte de 84 cm de ancho por 138 cm de largo, compuesto por cuatro piezas de tela de algodón; una pieza larga de 84 cm por 5,5 cm de ancho en la parte alta de donde se sujetaría la pieza a su estandarte, y dos piezas de tela cortadas como triángulos rectángulos que se encuentran en la parte baja del estandarte para aumentar su largo y darle más vistosidad. Entre ambos esta la pieza central, rectangular de 84 cm de ancho por 53 cm de largo, preparada para recibir pintura al óleo, en cuyo centro de la obra hay una copia distinguible de la Virgen de Guadalupe que esta coronada. A la izquierda del estandarte se puede distinguir el escudo español en cuyo centro tiene la insignia de la Casa de Borbón; en tanto que a la derecha se puede ver un escudo donde dos personajes están de pie frente a una iglesia y que ha sido identificado como el escudo de la Provincia Franciscana de San Pedro y San Pablo en Michoacán. Ambos escudos son redondos y están coronados. Bajo ellos, a la derecha, y continuando a la izquierda de la imagen principal, está la inscripción en latín y por medio de abreviaturas y monogramas de “Viva María Santísima de Guadalupe”, bajo estas letras y símbolos se muestran dos ramos de rosas. Esta pieza se encuentra expuesta en una vitrina al pie del mural XXXX de XXXX en la sala de banderas del Museo Nacional de Historia.

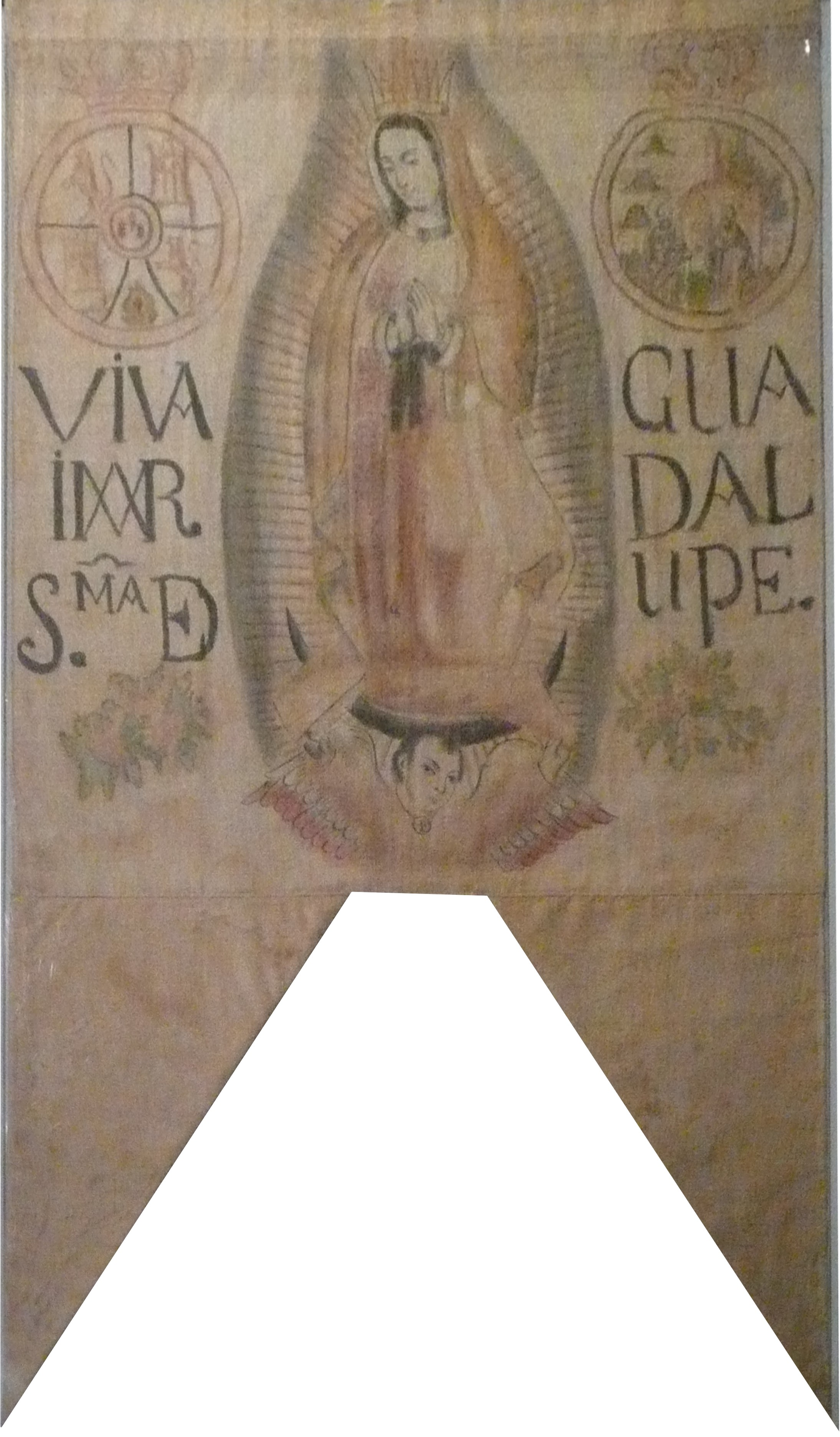
Blasón de Hidalgo o Bandera de fuerzas armadas Insurgentes, que normalmente se confunde con el Estandarte de Hidalgo.
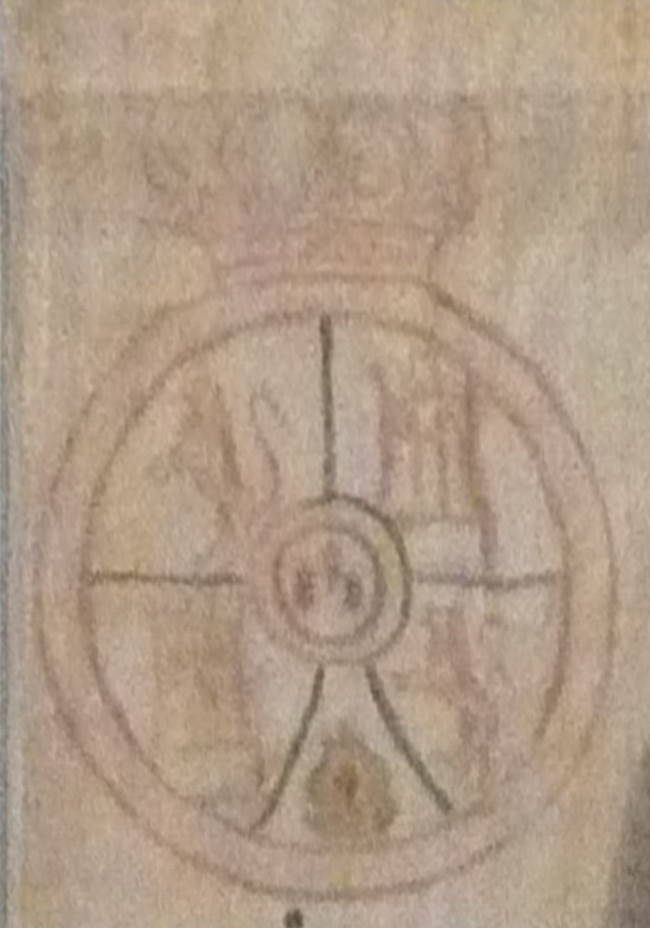
Detalle del escudo del Rey de España en el estandarte.
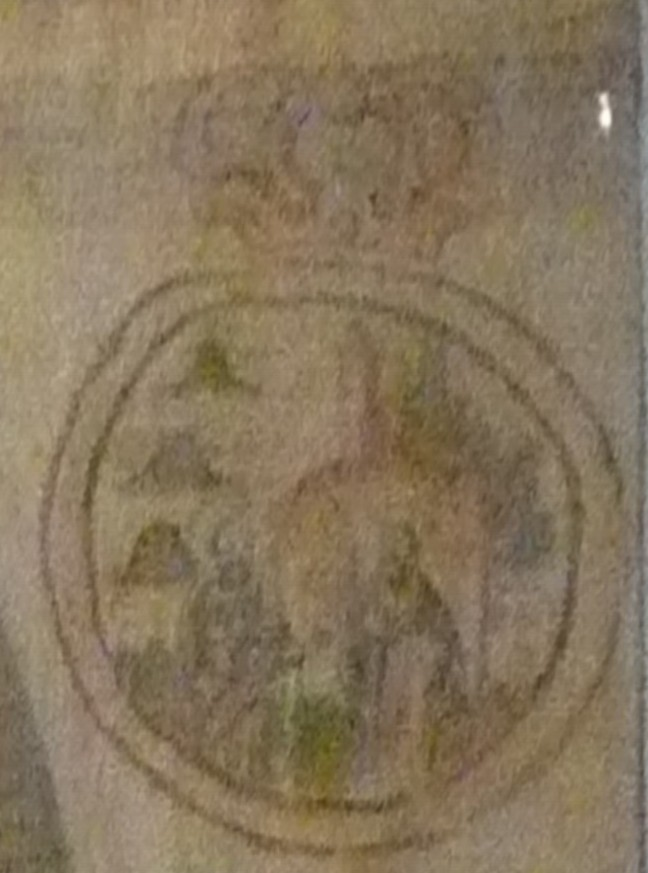
Detalle del escudo de la provincia franciscana de San Pedro y San Pablo en Michoacán en el Blasón.
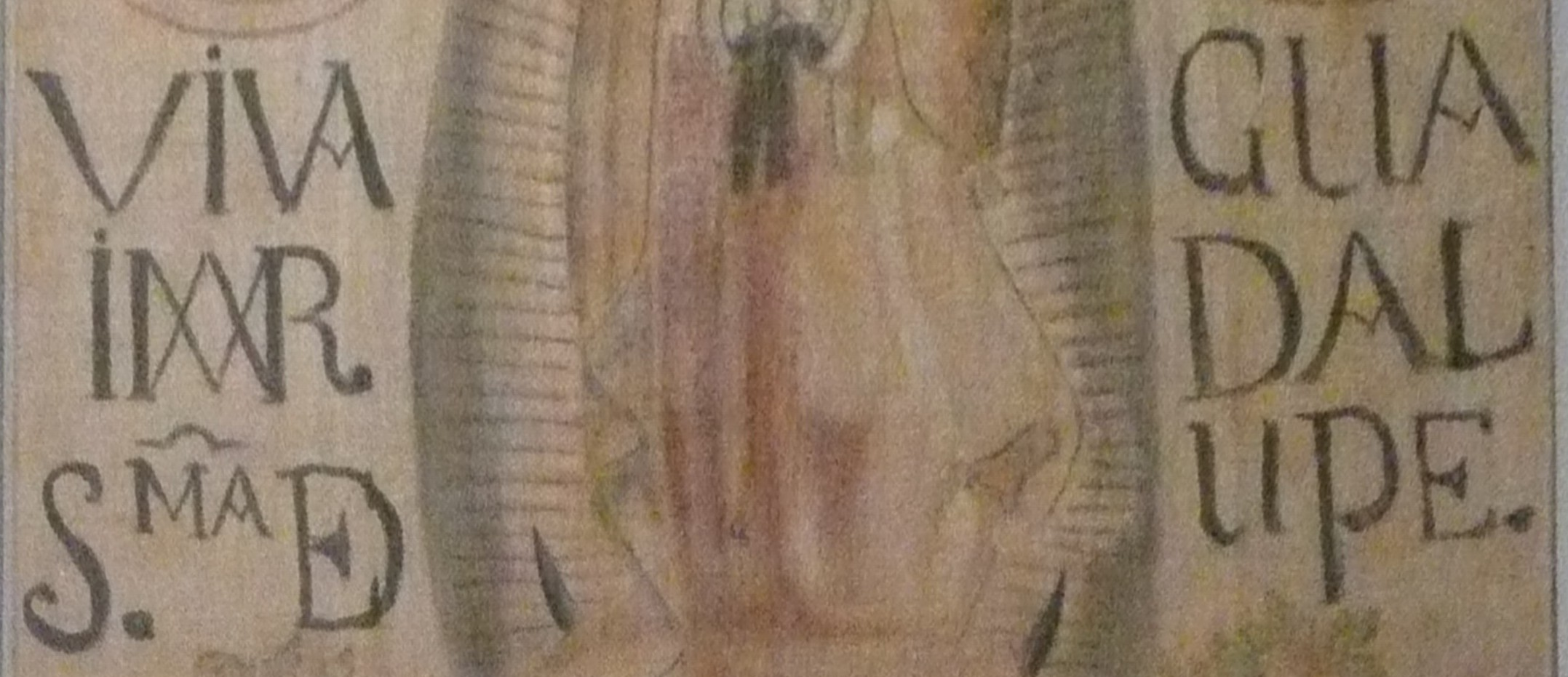
Detalle de la inscripción en el Blasón.
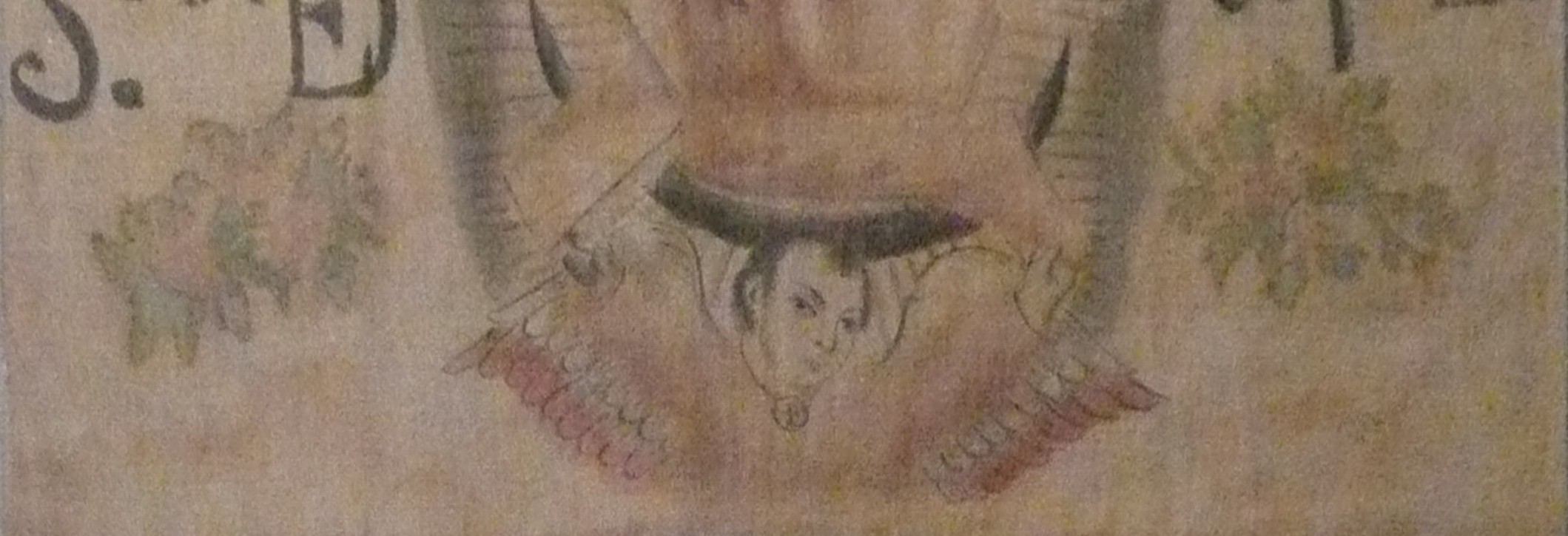
Detalle de los ramos de rosas en el Blasón.

## Historia
La historia de ambos estandartes es al menos confusa ya que ambas han sido identificadas popularmente con la misma palabra, Estandarte de Hidalgo, pero en general de su historia se puede decir:
El Estandarte o Pintura de Hidalgo fue identificada luego de un estudio por el investigador del Instituto Nacional de Antropología e Historia (INAH), Jacinto Barrera Bassols como una obra del pintor y facultativo de la Academia de San Carlos, Andrés López en 1805 para el llamado experimento del bachiller Bartolache quien a mediados del siglo XVIII propuso permitir a cuanto pintor de prestigio lo solicitara el copiar la Imagen de la Tilma del Tepeyac para demostrar que ni la más diestra mano humana podía hacer una obra de igual calidad, por lo que debía ser una obra divina, obviamente para el jurado de la época ninguno de los pintores logró igualar la obra original, a cada una de esas copias se les llamó desde entonces "Tocada".
De lo que pasó luego con esa copia Tocada se tiene una vaga idea, pero el día 16 de septiembre de 1810 esta se encontraba enmarcada en la sacristía de la parroquia de Atotonilco en Guanajuato, donde estuvieron reunidos por unas horas los cabecillas del naciente movimiento armado, al salir ellos y tras una discusión sobre que bandera usar, para ese momento las tropas regulares que comandaban Allende y Aldama ya llevaban las llamadas Banderas gemelas de Allende, el cuadro fue arrancado por un ranchero que estaba entre las huestes de Miguel Hidalgo, el ranchero entonces la amarró a un simple palo de tendedero de la misma parroquia y literalmente se las arrojó a Miguel Hidalgo e Ignacio Allende para que la enarbolaran delante de las tropas.
Ambos se situaban al momento entre muchos de sus partidarios que los empujaban a seguir la marcha que habían iniciado esa mañana en el pueblo de Dolores, al parecer la situación fue fortuita porque ambos casi no logran evitar que cayera al suelo la imagen, al levantarla vieron que la multitud estaba enardecida y que regresar el lienzo al curato sería desastroso para el movimiento, por eso Hidalgo decidió ordenar que se llevara al frente de las tropas convirtiendo se en la enseña del movimiento.
En los días siguientes, se dio un fenómeno En cada pueblo donde se reclutaban activos del Ejército Insurgente, cada contingente tomaba un estandarte o pintura de Nuestra Señora de Guadalupe en su parroquia respectiva, para que los encabezara, por eso en la realidad existieron muchos estandartes de Nuestra Señora de Guadalupe entre los insurgentes, lo cual se confirma con el parte que rindió Félix María Calleja luego de su victoria en la Batalla de Puente de Calderón donde dice que se capturó:

“Dos banderas sobre tafetán celeste, con la imagen de Nuestra Señora de Guadalupe y al reverso el arcángel San Miguel con el Águila Imperial y varios trofeos y jeroglíficos,…”

Que se han identificado como las Banderas gemelas de Allende, adicionalmente a ellas, menciona tres banderas y dos estandartes que mostraban a la Virgen de Guadalupe, se supone que entre ellas estaría el Estandarte y el llamado Blasón de Hidalgo, aunque unos días antes en la Batalla de Aculco donde también triunfo el Ejército Virreinal, el "justicia" de nombre Manuel Perfecto Chávez, cuenta en su oficio del 7 de diciembre de 1810 que tomo de los insurrectos un estandarte de la Virgen de Guadalupe, que luego envió el brigadier José de la Cruz al virrey Venegas por medio del que entonces era su ayudante Agustín de Iturbide.
El oficio emitido en Huichapan dice que era el estandarte que encabezaba a los rebeldes, y que era un cuadro al óleo de la Virgen de Guadalupe con frases típicas de los insurrectos, y que se nota que fue arrancado de un marco. Con esto inicia la historia paralela y no siempre clara de ambos estandartes.
El Virrey Venegas en parte consideró que el uso dado por los insurgentes a esas imágenes fue al menos una blasfemia ya que eran artículos para el culto, debido a eso algunos de ellos como la Pintura o Estandarte de Hidalgo fueron puestos al resguardo del Ayuntamiento de Guadalupe, reparándose y vuelto a poner en un marco, otros solo se pusieron en un asta o en un portaestandarte, del resto de trofeos se sabe que siendo virrey Félix María Calleja en 1814, fueron enviadas a España como trofeo de guerra entre ellas las Banderas gemelas de Allende.
De las que quedaron en México solo se tiene certeza de dos, la pintura y el blasón, del blasón se sabe que lo resguardaba el Ayuntamiento de Guadalupe en la entonces llamada Colegiata de Guadalupe, junto a las Banderas de Barradas, una espada y un cetro de Iturbide. Mientras tanto el Blasón de Hidalgo que se caracteriza por los escudos de España y de la Provincia Franciscana de San Pedro y San Pablo de Michoacán y la leyenda "Viva María Santísima de Guadalupe", con un espediente de autentificación fue enviado en 1830 por orden del gobierno federal al llamado entonces Museo Nacional como una bandera que había pertenecido a las fuerzas mandadas por el cura Miguel Hidalgo, nunca se mencionaba que hubiera sido el Estandarte de Hidalgo.
Del llamado Estandarte o Pintura de Hidalgo se sabe que desde el momento de la consumación de la independencia en 1821, los gobiernos monárquico y republicanos federal y centralista hicieron varias gestiones para autentificarlo y ponerlo en un lugar de honor, pero solo hasta el año de 1853 se hace algo en concreto.
El entonces presidente y dictador Antonio López de Santa Anna hizo que en septiembre de 1853 el estandarte fuera llevado al recinto de la Cámara de Diputados que se ubicaba en Palacio Nacional donde presidio junto a otro cuadro de la Virgen de Guadalupe puesto desde 1824 por orden del Congreso, las secciones de ese poder de la República. El Estandarte de Hidalgo fue devuelta a la Colegiata de Guadalupe el 12 de diciembre del mismo año en medio de una procesión en la que participaron el Arzobispo Lázaro de la Garza, el presidente de la República quien llevó envuelta y en custodia en su propio carruaje, sus ministros, el Cabildo de Guadalupe, las comunidades religiosas insurgentes y corporaciones de la Ciudad de México y de la ciudad de Guadalupe de Hidalgo. Al recibir la pieza varios de los presentes se dieron cuenta de los daños que tenía, como dos perforaciones de bala, y por estar hecho sobre tela de lino muy delgada, por eso fue restaurada por el pintor mexicano Tiburcio Melendez, este retoco la pintura, cerro los agujeros de bala y luego la pego o fijo a una tela más grande y fuerte de algodón, luego se le puso en el marco y pedestal de madera que hoy tiene y al reverso se escribió la siguiente leyenda:

Esta Sta. Imag fue el Estandarte con q' proclamó la Yndepa .  en el año de 1810 el Sr. Cura Ydalgo. Se colocó en esta Parrqa  el 12 de Dre. de 1853 con la mayr . solemd. con assa del S. Arzob0. DT. D. Laz". de la Garza, el S. Prectf de la Rep? D. Ant". L. de Santa-Ana, los S.S. Miri.f el V. Cab°. de ésta Colegí y com Relig\ y Corp\ La repuso (pT. estar muy maltratada) el S. Br. D. Mar". Orihuela Mayordmo de las lims. qe. se colectan pa el cto de M? Sma. de Guadl En". 20 de 1858. (Sic)

Como marca la inscripción su restauración se terminó el 20 de enero de 1858 y estuvo a cargo de un tal Mariano Orihuela, aunque en un proceso posterior se dice que fue su padre, Joaquín Orihuela fue quien estuvo a cargo, este tenía el cargo en la Colegiata de Guadalupe de mayordomo de las limosnas para el culto de Guadalupe, en 1858 para autentificar la pieza se pidió a un tal Cenobio Acevedo rendir testimonio, su testimonio se recuperó en un proceso en 1896, el cual dice:

Dispone el C. Prefecto que se agregue á este expediente el número 289 de El Noticioso, fecha 5 de Diciembre, por referirse á un individuo de 107 años de edad, que asegura haber acompañado al Cura Hidalgo. La Prefectura hizo las gestiones necesarias, á fin de hacer comparecer al anciano de que se trata, y á las cinco de la tarde del día 5 del mismo Diciembre, vino á declarar el C. Cenobio Acebedo, que asegura tener 107 años de edad, haber nacido en el pueblo de Dolores y acompañado al ilustre Cura. Exhortando á producirse con verdad y á preguntas del C. Prefecto, dijo: que el señor Cura Hidalgo recogió en Atotonilco una Virgen, que se recorto de un cuadro; sería como de mi tamaño agregó, y esa se arregló con un garrote y unos cordones. Refiere el declarante varios episodios de la guerra de Independencia, algunos de los cualos se acercan á la verdad histórica, y hacen creer, que si Acevedo no tiene la edad que asegura, como es probable, pues apenas representa unos 80 años, ni acompañó al Cura de dolores, si está bien al tanto de los acontecimientos de la guerra de Independencia. Como este anciano no sabe leer ni escribir, lo probable es que cuanto sabe y refiere lo tenga por tradición de familia, pues asegura que su padre acompañó también al Cura Hidalgo. El C. Prefecto llevó á Acevedo á ver la imagen de la Virgen, y el anciano visiblemente emocionado y casi llorando, dijo con voz firme y segura: Siñor, esta es, esta es la mesma, siñor, pero parece que la han compuesto. -(Firmado)- Eduardo Velázquez.- Pedro Villalobos, secretario. (Sic)

Con este testimonio la pieza quedó en depósito en la Colegiata de Guadalupe hasta 1895 cuando al fundarse el Museo Nacional de Artillería de México se le llevó a ese museo para su resguardo, para eso, se realizó una investigación para validar su origen, los documentos de esa investigación se presentaron en su momento en el libro llamado “El Estandarte de Hidalgo y la Bandera de Barradas que contiene las transcriciones de los testimonios recogidos para esa investigación por el prefecto político del Distrito de Guadalupe Hidalgo, un tal Eduardo Velázquez, los testimonios incluyeron el de Cenobio Acebedo en 1858.
Un par de años después fue disuelto el Museo de Artillería y el Estandarte fue llevado al Museo Nacional que se ubicaba a un costado del Palacio Nacional, donde dicho sea de paso ya se encontraba el Blasón de Hidalgo desde 1830, en 1940 y tras adecuarse el Castillo de Chapultepec para albergar el Museo Nacional de Historia se trasladaron ambas piezas a este museo donde se encuentran desde entonces.

## La confusión
Como se dijo antes el llamado Blasón de Hidalgo se confunde normalmente con el Estandarte de Hidalgo y para no pocas personas, la Pintura o Estandarte de Hidalgo la consideran una copia incompleta del Blasón, al grado de que en los festejos del Centenario de la Independencia y en el Bicentenario en el Paseo de las banderas en Monterrey se exhibió el Blasón y no el Estandarte. Bueno la confusión nació en algún momento de la segunda mitad del siglo XIX, pero se reforzó a principios del siglo XIX cuando el pintor español Antonio Fabrés que era maestro en la Academia de San Carlos y a instancias del entonces presidente Porfirio Díaz realizó una pintura de Miguel Hidalgo para adornar lo que hoy llamamos la Galería de los Presidentes en Palacio Nacional.
Fabrés tomo como base una pintura anterior del pintor mexicano Joaquín Ramírez quien entre 1864 y 1865 realizó la obra para el efímero emperador Maximiliano, en esa pintura se muestra a Hidalgo parado frente a una mesa, un reloj de piso y lo que muchos pensaron que era un cuadro de la Virgen de Guadalupe, lo que no le gusto o no supo lo que era, por lo que hizo un cuadro con Hidalgo enerbolando el Blasón en una actitud mucho más enérgica, al terminar el cuadro se realizaron varias copias con el tiempo que se distribuyeron entre diferentes gobiernos de la república restaurada, como una especie de retrato oficial.
Esta imagen fue muy bien aceptada y luego fue ampliamente empleada en el sistema educativo mexicano de los gobiernos Revolucionarios volviéndose la imagen cuasi oficial de Hidalgo y el Estandarte, aunque el Blasón solo es uno de los muchos estandartes guadalupanos que llevaron las fuerzas insurgentes en 1810 y no el que tomo Hidalgo en Atotonilco.
Esa confusión por otra parte hizo que la pintura de Ignacio Allende de Ramón Pérez, y realizada en 1865 fuera igualmente rechazada, ya que lo presenta sosteniendo una bandera con solo la imagen de Guadalupe, y no un estandarte como se creía popularmente. Incluso en los billetes conmemorativos de los doscientos años de la Independencia de México se usó una litografía basada en el cuadro de Antonio Fabrés.

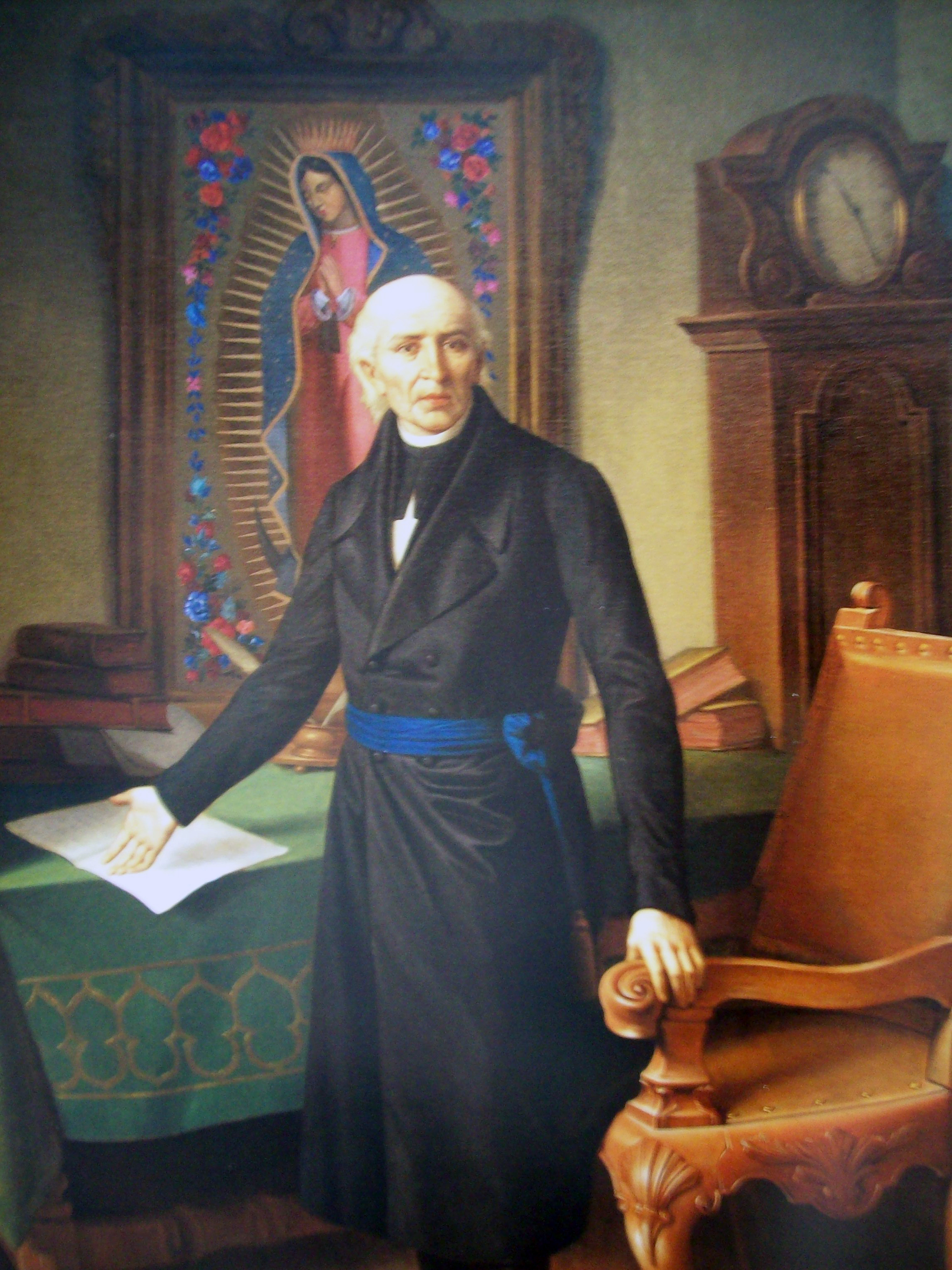
Copia de la pintura del pintor mexicano, Joaquín Ramírez, realizada en 1865. Nótese el Estandarte de Hidalgo enmarcado al fondo de la pintura, esta copia se encuentra en el edificio del Antiguo Palacio del Ayuntamiento de la Ciudad de México.
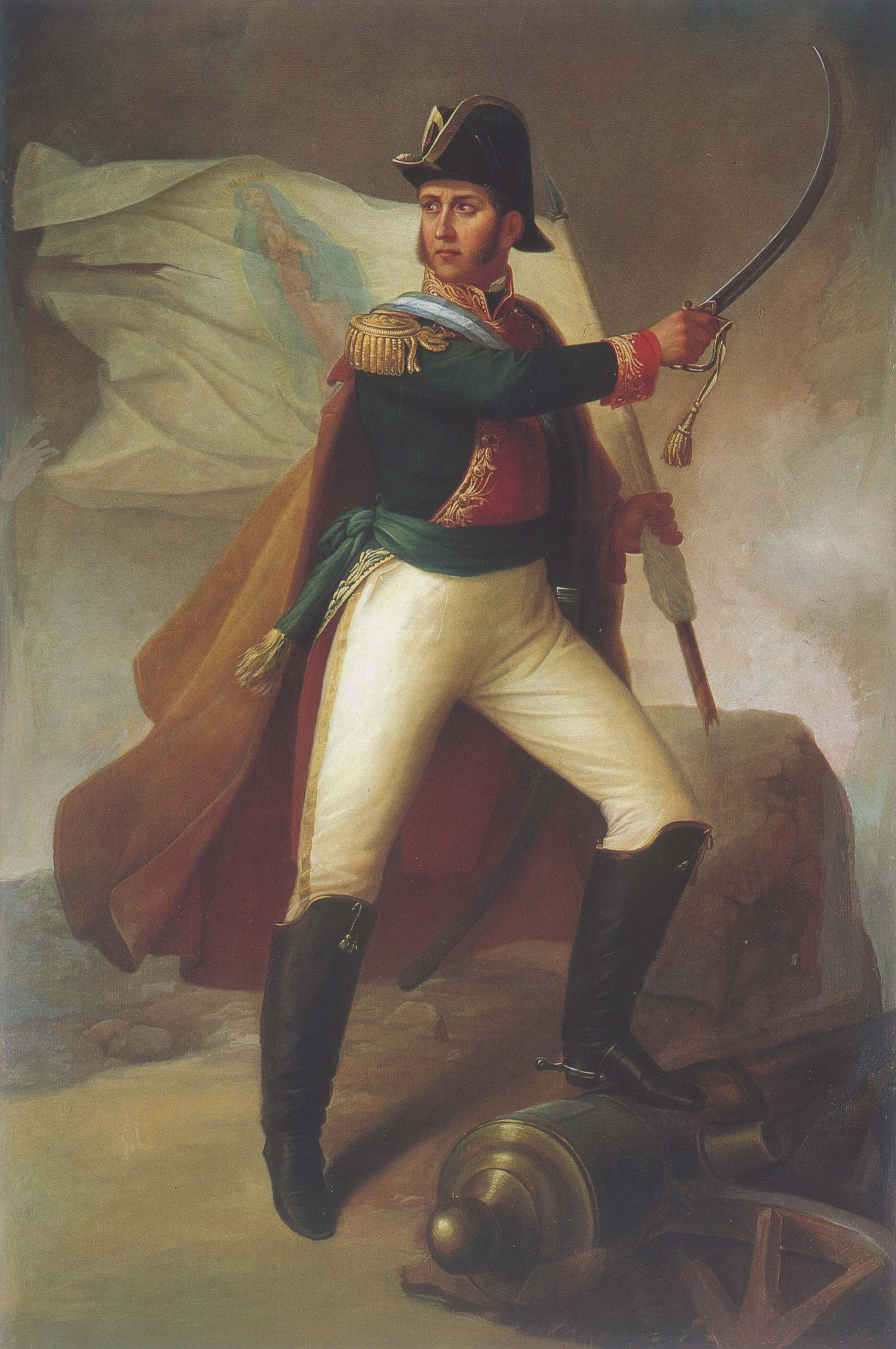
Pintura de Ignacio Allende realizada en 1865 por Ramón Pérez. Nótese que Allende sostiene el Estandarte en forma de bandera.
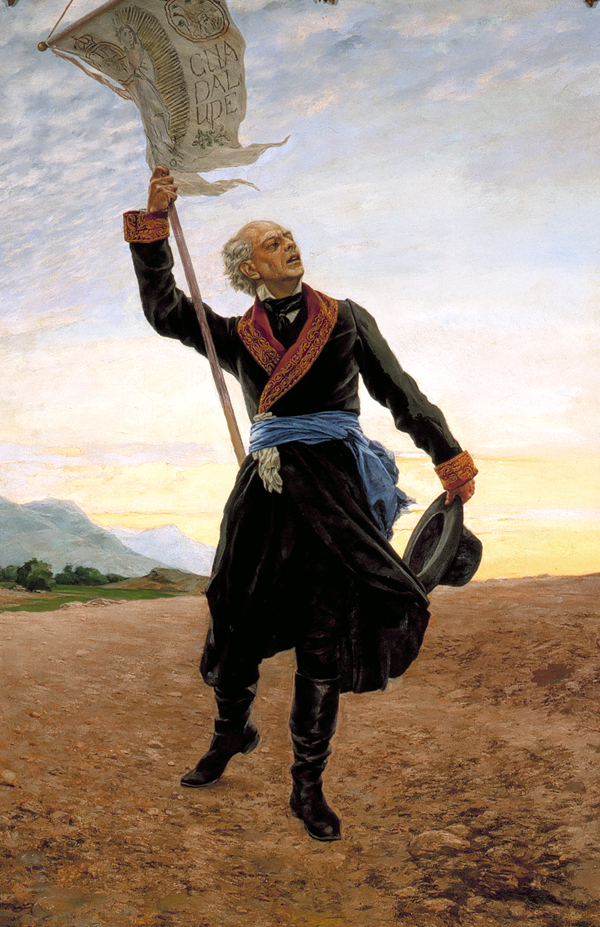
Pintura de Hidalgo donde sostiene el Blasón como un estandarte, obra del pintor español Antonio Fabrés, 1905, Esta obra fue la que inicio la confusión entre el Blasón y el Estandarte.

## Controversia
La identificación del Estandarte de Hidalgo en 1853 y otras investigaciones posteriores que certifican la autenticida del Estandarte, tiene como principal escollo lo dicho por el obispo de Michoacán, Manuel Abad y Queipo en 1810, al emitir el decreto exculmulatorio contra Miguel Hidalgo, donde afirma que el mando pintar la siguiente frase en el Estandarte:

Viva la Religión, viva Nuestra Madre Santísima de Guadalupe,  Viva La América y muera el mal gobierno.

Frases que no se encuentran escritas en la tela y hasta donde se sabe nose han encontrado restos de esas pintas, en punto contrario se dice que esa frase solo debió ser dicha por Hidalgo, y que el Obispo Abad y Queibo solo quiso hacer más escándalo poniéndolo en su decreto.